# Trioceros
Trioceros – rodzaj jaszczurek z rodziny kameleonowatych (Chamaeleonidae).

## Zasięg występowania
Rodzaj obejmuje gatunki występujące w równikowej Afryce (Nigeria, Kamerun, Somalia, Etiopia, Sudan Południowy, Republika Środkowoafrykańska, Gwinea Równikowa, Gabon, Kongo, Demokratyczna Republika Konga, Rwanda, Burundi, Uganda, Kenia, Tanzania, Malawi, Zambia, Angola i Mozambik).

## Systematyka

### Etymologia
- Trioceros (Triceros) i Triceras: gr. τρι- tri- „trzy-”, od τρεις treis, τρια tria „trzy”[8]; κερας keras, κερως kerōs „róg”[9].
- Pterosaurus: gr. πτερον pteron „skrzydło, wiosło”[10]; σαυρος sauros „jaszczurka”[11]. Gatunek typowy: Chamaeleo cristatus — Gray, 1845 (= Chamaeleon cristatus Stutchbury, 1837).
- Ensirostris: łac. ensis „miecz”[12]; -rostris „-pyski”, od rostrum „pysk”[13]. Gatunek typowy: Ensirostris melleri Gray, 1865.

### Podział systematyczny
Do rodzaju należą następujące gatunki:

- Trioceros affinis (Rüppell, 1845)
- Trioceros balebicornutus (Tilbury, 1998)
- Trioceros bitaeniatus (Fischer, 1884)
- Trioceros camerunensis (Müller, 1909)
- Trioceros chapini (De Witte, 1964)
- Trioceros conirostratus (Tilbury, 1998)
- Trioceros cristatus (Stutchbury, 1837) – kameleon grzebieniasty[14]
- Trioceros deremensis (Matschie, 1892)
- Trioceros ellioti (Günther, 1895)
- Trioceros feae (Boulenger, 1906)
- Trioceros fuelleborni (Tornier, 1900)
- Trioceros goetzei (Tornier, 1899)
- Trioceros hanangensis Krause & Böhme, 2010
- Trioceros harennae (Largen, 1995)
- Trioceros hoehnelii (Steindachner, 1891) – kameleon hełmiasty
- Trioceros incornutus (Loveridge, 1932)
- Trioceros ituriensis (Schmidt, 1919)
- Trioceros jacksonii (Boulenger, 1896) – kameleon Jacksona[15]
- Trioceros johnstoni (Boulenger, 1901)
- Trioceros kinangopensis Stipala, Lutzmann, Malonza, Wilkinson, Godley, Nyamache & Evans, 2012
- Trioceros kinetensis (Schmidt, 1943)
- Trioceros laterispinis (Loveridge, 1932)
- Trioceros marsabitensis (Tilbury, 1991)
- Trioceros melleri (Gray, 1865)
- Trioceros montium (Buchholz, 1874) – kameleon górski[14]
- Trioceros narraioca (Nečas, Modry & Slapeta, 2003)
- Trioceros ntunte (Nečas, Modry & Slapeta, 2005)
- Trioceros nyirit Stipala, Lutzmann, Malonza, Borghesio, Wilkinson, Godley & Evans, 2011
- Trioceros oweni (Gray, 1831) – kameleon Owena[16]
- Trioceros perreti (Klaver & Böhme, 1992)
- Trioceros pfefferi (Tornier, 1900)
- Trioceros quadricornis (Tornier, 1899) – kameleon czterorogi[14]
- Trioceros rudis (Boulenger, 1906)
- Trioceros schoutedeni (Laurent, 1952)
- Trioceros schubotzi (Sternfeld, 1912)
- Trioceros serratus (Mertens, 1922)
- Trioceros sternfeldi (Rand, 1963)
- Trioceros tempeli (Tornier, 1899)
- Trioceros werneri (Tornier, 1899)
- Trioceros wiedersheimi (Nieden, 1910)
- Trioceros wolfgangboehmei Koppetsch, Nečas & Wipfler, 2021